# Hanumagondanahalli, Hagaribommanahalli
Hanumagondanahalli là một làng thuộc tehsil Hagaribommanahalli, huyện Bellary, bang Karnataka, Ấn Độ.